# Aïn El Hammam (comuna)
Aïn El Hammam é uma cidade e comuna localizada na província de Tizi Ouzou, Argélia. Em 2008, sua população era de 20 401 habitantes.